# Bufo hololius
Bufo hololius är en groddjursart som beskrevs av Günther 1876. Bufo hololius ingår i släktet Bufo och familjen paddor. Inga underarter finns listade.